# Louise de Lorena
Louise de Lorraine-Vaudémont (n. 30 aprilie 1553 la Castelul Nomeny — d. 29 ianuarie 1601, Moulins) se trage din casa de Vaudémont, ramură mai tânără a casei de Lorraine și este verișoară cu familia ducilor de Guise. A fost regină a Franței din 1575 până în 1589, în urma căsătoriei sale cu Henric al III-lea al Franței, fiul Caterinei de Medici și al lui Henric al II-lea al Franței.Verișoară a ducelui Carol al III-lea de Lorraine, este primul copil al lui Nicolas de Lorraine, conte de Vaudémont și duce de Mercoeur. Este cea mai mare dintre cei paisprezece copii ai tatălui său. Nu avea decât un an când a murit mama sa, Marguerite d'Egmont. L-a întâlnit prima oară pe Henric al III-lea la Nancy în 1573, în timpul călătoriei acestuia spre Polonia, unde urma să fie încoronat rege. La Nancy era prevăzută o oprire de trei zile la sora sa, Claude de Valois. Doi ani mai târziu, când Henric al III-lea constrâns de rolul său trebuia să-și aleagă o soție, a ales-o pe Louise de Lorena împotriva voinței mamei sale, Caterina de 'Medici. Pe 15 februarie 1575 s-a celebrat căsătoria acesteia cu regele Franței Henric al III-lea, în catedrala de la Reims. Louise nu a reușit să-i dea un urmaș lui Henric al III-lea, care a fost asasinat  în 2 august 1589, de către călugărul Jacques Clément. Moartea lui Henric al III-lea, a însemnat sfârșitul dinastiei de Valois și începutul dinastiei de Bourbon succesorul său pe tronul Franței fiind Henric al IV-lea. După moartea soțului, a  îmbrăcat doliul alb al reginelor pentru tot restul vieții, astfel a fost supranumită regina albă.

## Biografie

### Copilăria și tinerețea
Verișoara ducelui Carol al III-lea de Lorraine, a fost cea de-a patra fiică a ducelui Nicolas de Lorraine, conte de Vaudémont și duce de Mercoeur și a lui Margaret de Egmont, descendentă a unei mari familii din Țările de Jos. Dintre cei patru copii din prima căsătorie a ducelui de Lorraine, a fost singura care a supraviețuit, fratele și surorile sale murind în timpul copilăriei. Cea de-a doua soție a ducelui, Jeanne de Savoie-Nemours, a fost o mamă plină de atenții, care s-a ocupat de educația sa și a introdus-o la curtea din Nancy la vârsta de zece ani. În schimb cea de-a treia soție a tatălui său, Catherine de Lorraine-Aumont, doar cu trei ani mai mare decât ea, a fost de o răutate demonstrată față de ea și frații săi vitregi. La douăzeci de ani, înaltă, subțire, blondă cu pielea albă, ochi căprui voalți de o lejeră miopie, cu un profil elegant și fin, Louise de Lorainne era o tânără de o frumusețe delicată, dar apărea rar în public, fiind ținută închisă de către familie. Avea o sănătate precară. 

### Cererea în căsătorie a lui Henric al III-lea

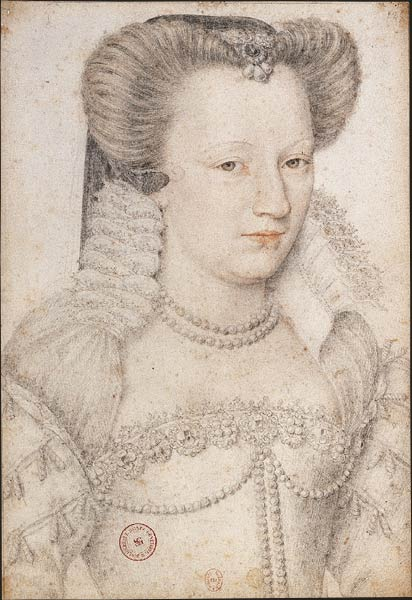
Louise de Lorraine c. 1575

În timp ce se găsea la curtea verișorului său Carol al III-lea, în toamna anului 1573, a fost notată de Henric de Anjou, de puțin ales rege al Poloniei. Acesta se oprise la sora sa Claude de Valois, ducesă de Lorena. Henric a notat asemănarea cu Maria de Cléves, soția prințului de Condé, de care era foarte îndrăgostit în acea vreme. La puțin timp după întoarcerea din Polonia, devenit rege al Franței cu numele de Henric al III-lea, a aflat de moartea Mariei de Cléves, cu care dorea să se căsătorească, după anularea căsătoriei care o lega de  prințul de Condé. Henric a refuzat o căsătorie aranjată de mama sa Caterina de Medici, care l-ar fi vrut căsătorit cu o prințesă străină și și-a amintit de tânăra dulce și modestă întâlnită în Lorena, care prin asemănarea fizică îi amintea de Maria. În ianuarie 1575, Henric a trimis doi emisari în Lorena, Philip Hurault de Cheverny, viitorul său cancelar și Michel Du Guast, duce de Montgauger, pentru a o cere în căsătorie. Louisa, care era plecată într-un pelerinaj la Saint-Nicolas-de-Port, nu era prezentă când au ajuns emisarii regelui, iar tatăl său a acceptat fără să aștepte întoarcerea ei pentru a o consulta. La întoarcerea sa din pelerinaj, la aflarea veștii că regele vrea să o ia de soție, în primul moment a crezut că este vorba de o glumă. Această căsătorie surprinzătoare pentru un rege, a uimit întreaga țară, deoarece Louisa aparținea unei ramuri tinere a casei de Guise, fiind de rang inferior și nepotrivită pentru a deveni regina Franței. Henric al III-lea se temea că o femeie dominantă l-ar fi făcut să-și piardă libertatea. A ales-o pe Louise, pentru că era convins că va fi o soție blândă și rezervată. Această decizie a dezamăgit-o și preocupat-o pe Caterina de Medici. Regina mamă se temea că partidul catolic al familiei de Guise, familie căreia îi aparținea și Louisa, va deveni prea puternic, dat fiind că și fiica sa Claude era căsătorită cu un membru al casei de Guise, ducele de Lorena. Dar curând, regina mamă a sfârșit prin a aprecia dulceața și smerenia norei sale.

### Regină a Franței

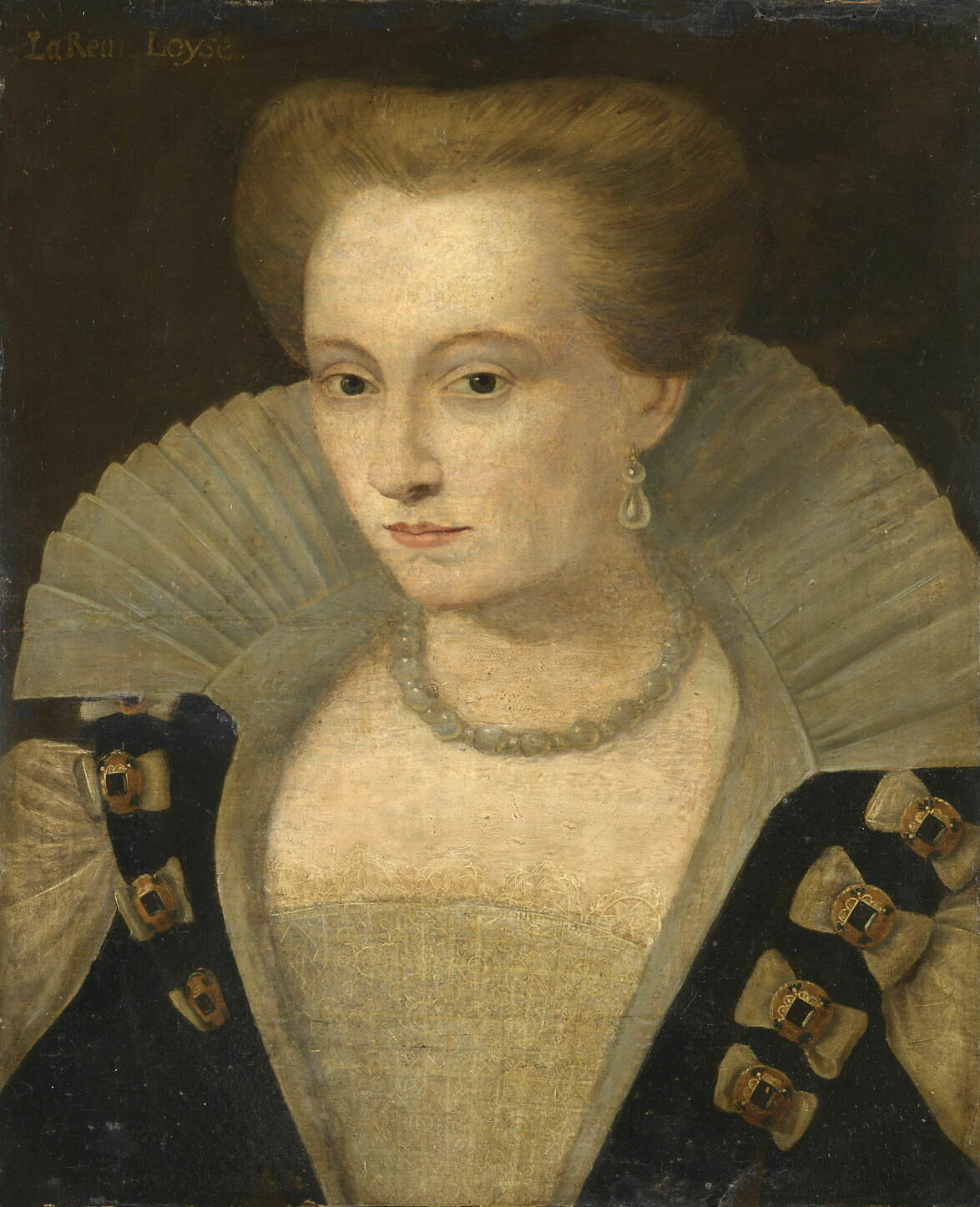
Louisa de Lorena-Vaudémont, cca. 1580

În 13 februarie 1575 a avut loc încoronarea lui Henric al III-lea la Reims. Două zile mai târziu a avut loc nunta cu Louisa. Henric a dorit să se îngrijească personal de îmbrăcămintea, coafura și machiajul miresei. Mereu nemulțumit de rezultat, a reînceput lucrul de mai multe ori, astfel încât ceremonia a trebuit amânată pentru după-amiază. Louise dulce și virtuoasă, a fost devotată mereu soțului, de care era profund îndrăgostită, în pofida greutăților, probelor, infidelității și morții. Era o persoană pioasă și foarte simplă. A suferit teribil din cauza conflictului dintre casa de Guise, casa de Lorena și în mod particular fratele său Philip-Emanuel de Lorena, duce de Mercoeur și soțul său, în timpul războaielor religioase. Dragostea pentru soțul său a rezistat zvonurilor unei posibile anulări a căsătoriei în mai 1584. Henric s-a atașat imediat de soția sa și chiar dacă i-a fost deseori infidel, nu a neglijat-o niciodată. Cuplul era foarte unit, iar Henric o încuraja mereu când o vedea cum suferă din cauza sterilității ei. A avut numeroase avorturi (se pare că în mai 1575 a avut un avort spontan, care probabil a împiedicat-o să aibă copii) și cu toate pelerinajele, rugăciunile în public și private, cuplul nu avut copii. Totuși cuplul nu s-a dat bătut și în perioada 1579-1586, pelerinajele s-au multiplicat, în special la Chartres și tratamente termale, în speranța de a avea un moștenitor. După moartea lui François, Duce de Anjou, fratele lui Henric, care însemna sfârșitul casei de Valois, Louise era foarte deprimată din cauza sterilității sale. Chiar dacă i se puteau reproșa infidelitățile, Henric o iubea sincer pe Louise, care i-a fost mereu aproape și a fost foarte importantă în viața emotivă și spirituală a suveranului. Era o intimitate aproape unică într-un cuplu regal. Ea i-a fost alături în numeroase ceremonii și sărbătoriri oficiale. Fără a interveni direct în politică, ea a fost prezentă la Consiliul regelui în 2 decembrie 1576. A fost prezentă la primirea ambasadorilor, a influențat sesiunea de deschidere a Statelor generale și a fost prezentă când Henric a pus prima piatră a viitorului Pont-Neuf. În timpul războiului dintre monarhie și Liga Catolică, în 12 mai 1588, extremiștii catolici au provocat o insurecție împotriva coroanei: a fost Ziua baricadelor. Regina mamă, o bolnavă Caterina de Medici, a decis să fie purtată în oraș împreună cu Louise, pentru a liniștii mulțimea furioasă. În realitate, era o tactică pentru a-i permite lui Henric al III-lea să fugă din Paris împreună cu miniștrii săi.

### Văduvia
După asasinarea soțului său de către călugărul  Jacques Clément la 1 august 1589, disperată și cu inima frântă, a îmbrăcat doliul alb al reginelor pentru tot restul vieții, ceea ce a făcut să fie numită regina albă. În 1589 primește titlul de ducesă de Berry.

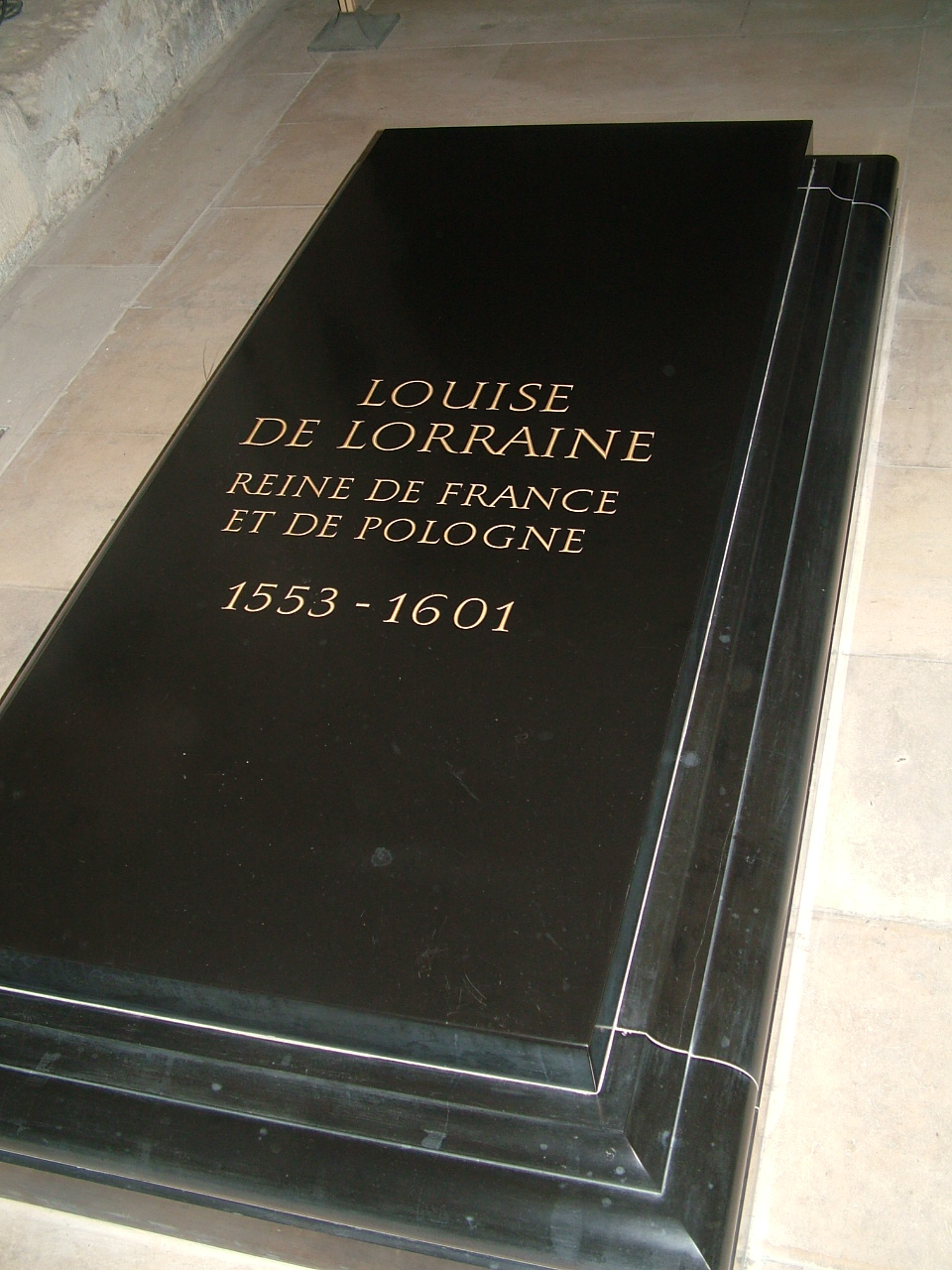
Mormântul reginei Louise la Saint-Denis

A încercat să reabiliteze memoria soțului său, excomunicat de papă după asasinarea cardinalului de Guise. În 6 septembrie 1589, la o lună după moartea lui Henric al III-lea, i-a cerut lui  Henric al IV-lea să se facă justiție. În 1 octombrie 1589 a cerut Sfântului Scaun la  Roma, restabilirea  memoriei lui Henric al III-lea. În 20 ianuarie 1594, în cursul unei ceremonii la Mantes, regina văduvă a venit să-i ceară solemn lui Henric al IV-lea, să se facă dreptate. Louise a trăit unsprezece ani la castelul Chenonceau, moștenit de la Caterina de Medici. A mutat camera sa de dormit la etajul doi, unde a pus să se vopsească pereții în negru. Mobilierul era sărăcăcios din cauza doliului. Decorații negre și argintii au fost făcute pe pat și ferestre. Foarte credincioasă a instituit un convent de călugărițe de clauzură la mansarda castelului. A suferit grave restricții economice, în particular când Gabrielle d'Estrées a vrut să pună mâna pe castel, apelând la creditorii Louisei și Caterinei. A lăsat moștenire castelul Chenanceau nepoatei sale, unica fiică a fratelui său, Françoise de Lorraine(soția lui César de Bourbon, duce de Vendôme, fiul ilegitim a lui Gabrielle d'Estrées și a lui Henric al IV-lea). Louise a murit la castelul Mills în 29 ianuarie 1601 și toate bunurile sale au fost împărțite sau au servit pentru plata datoriilor. În testamentul său a reafirmat fidelitatea sa față de soțul său și i-a cerut lui Henric al IV-lea, să-i promită că soțul său va fi înmormântat la basilica Saint-Denis. În septembrie 1603 o bulă papală a dispus construirea unei mănăstiri de călugărițe capucine la Paris, pentru înmormântarea reginei albe, care a avut loc în 20 martie 1608. La începutul secolului al XIX-lea osemintele au fost mutate din Couvent des Capucines la basilica Saint-Denis. Pusă în umbră de alte femei  la curte, contemporanii i-au lăudat calitățile și au fost de acord că Henric al III-lea nu putea să aleagă o soție mai bună printre toate prințesele Europei.